# Рогоредо-Валаперта-Римолдо (Леко)
Рогоредо-Валаперта-Римолдо је насеље у Италији у округу Леко, региону Ломбардија.
Према процени из 2011. у насељу је живело 4322 становника. Насеље се налази на надморској висини од 279 м.